# Volkswagen
A Volkswagen konszern német autógyártó vállalat, egyike a legnagyobb autógyártó cégeknek a világon. A cégcsoporthoz tíz márka tartozik – a Volkswagen a Volkswagen Nutzfahrzeuge (Volkswagen haszonjárművek), a Škoda, a SEAT, a Cupra, az Audi, a Lamborghini, a Bentley, a Ducati és a Porsche. További üzletágai és az azok alátartozó márkák a TRATON GROUP (Scania, MAN, Navistar, VW Truck Bus), a CARIAD, a Volkswagen Group Technology, a Volkswagen Financial Services, a MOIA és a Volkswagen Group Fleet International. A csoport legnagyobb piaca Kína, ahol külön leányvállalata működik Volkswagen Group China néven. 
A cég akkori vezetője Martin Winterkorn 2015-ben a dízelbotrány okán mondott le,
majd a helyére Matthias Müller került.  Matthias Müllert 2018 áprilisában Herbert Diess váltotta az elnöki székben.

## Története
1904-ben beszéltek először a német nyelvterületen arról, hogy létre kellene hozni egy "Népautót". A Motorwagen című szaklapban latolgatták az előnyeit egy tömeggyártású autónak, szemben a motorkerékpárral, ami addig a legnépszerűbb közlekedési eszköz volt. A "Népautó" ötlete sok mérnököt ösztönzött, hogy koncepciókat, terveket készítsenek, így a magyar származású Barényi Béla (18 évesen) elkészített egy futóműtervet 1925-ben. Az ő tervrajzában egy farmotoros, boxermotoros, léghűtéses tömegautó szerepelt (később ezt vette alapul Ferdinand Porsche is). A Volkswagent 1937-ben alapította a nemzetiszocialista német kormány, eredetileg a Volkswagen Bogár gyártására. Adolf Hitler arra utasította az akkori fejlesztőket, élükön Ferdinand Porschével, hogy egy KdF-Wagent, egy „népautót” tervezzenek, mely olcsó, egyszerű , de minősége verhetetlen. A második világháború után 1945-ben az angol hadsereg vette át a lebombázott romokban lévő gyár irányítását. Elkezdődött újra a Bogár gyártása. 1948-ban a brit kormány visszaadta a gyárat teljes egészében a németeknek, akik a volt Opel elnökét, Heinrich Nordhoffot nevezték ki a gyár főnökének.
1960-ban a német kormány részvénytársasággá alakította a céget, részvényei megjelentek a német tőzsdén. 1985 júliusa óta ezeken az értékpapírokon Volkswagen AG-nek (Volkswagenwerk Aktien Gesellschaft) nevezik a társaságot. Ez volt az első jele a cég jövőbeli terveinek – növelni a globális befolyást a nemzetközi autópiacon, melyet más autóipari márkák fúziójában látott. A konszern jelenleg az egyik legnagyobb autógyártó a világon. 2005-ben több mint 5,2 millió járművet értékesített, világpiaci részesedése 9%-nál is nagyobb.
1998-ban 3 sport- és luxusautó gyártót is felvásárolt, az olasz Lamborghinit, a francia Bugattit, és az angol Bentleyt. A Bugatti Veyron bekerült a Guinness Rekordok könyvébe is, mint a világ leggyorsabb szériaautója. A Lamborghini gyártási mennyiségét is jelentősen növelni tudta.
2005 októberében a Porsche 18,53%-os érdekeltséget szerzett a gyárban, melyet 2006 júliusában 25%-ra növelt. Még ugyanebben az évben 30,9%-osra nőtt, szakértők szerint ez a befektetés tökéletesen megfelelt a Porsche stratégiájának.
2009-ben aztán nagy fordulat következett. Eredetileg a Porsche szerette volna felvásárolni a Volkswagent, mely párharc hosszú éveken át zajlott a két gyártó közt, ám végül a Porschét integrálták a wolfsburgi Volkswagen konszernbe, a Volkswagen AG fokozatosan olvasztotta be a sportautó gyártót, kifizetve a Porsche hatalmas, több milliárd eurós tartozásainak nagy részét.
2010-ben 19,9%-os részesedést vásároltak a Suzukiban, mellyel a Suzuki legnagyobb részvényesévé váltak. A Suzuki a részvénycsomagot a 2015-ös év során visszavásárolta.
2012-ben felvásárolták az olasz Ducati sportmotorkerékpár gyártót is.
2015-ben az amerikai környezetvédelmi hatóság, az EPA által robbant ki hatalmas botrány a konszern körül, amikor bejelentették: a Volkswagen az elmúlt hat évben úgy manipulálta dízel üzemű autóinak motorvezérlő szoftverét, hogy károsanyag-kibocsátási teszteken a kipufogógáz nitrogén-oxid tartalma a törvények által előírt érték alatt maradjon, normál üzemben azonban az autók emissziós értékei jóval a határérték fölött voltak (bővebben: Emissziós botrány).

## Vezetőség
- 1945-1948 – Ivan Hirst
- 1948-1967 – Heinrich Nordhoff
- 1968-1971 – Kurt Lotz
- 1971-1975 – Rudolf Leiding
- 1975-1982 – Toni Schmücker
- 1982-1993 – Carl Hahn
- 1993-2002 – Ferdinand Piëch
- 2002-2006 – Bernd Pischetsrieder
- 2007-2015 – Martin Winterkorn
- 2015-2018 – Matthias Müller
- 2018–        – Herbert Diess

## Márkák
A cég profilja jelenleg 10 különböző márkát tartalmaz:
- Volkswagen
- Volkswagen Nutzfahrzeuge (Volkswagen haszonjárművek)
- Škoda
- SEAT
- Cupra
- Audi
- Lamborghini
- Bentley
- Ducati
- Porsche

### Teherautó- és kamionpiac
A Volkswagen a legnagyobb részesedésű tulajdonosa a Scania AB-nek, a világ egyik vezető teherautó és kamion gyártójával. 2007 márciusában ugyan csökkent minimálisan a részesedésük (20,03%-ról 16,5%) mégis ők birtokolják a szavazati jogok 33,4%-át (amelyből előtte 35,31%-ot birtokoltak.)
2006. október 4-én 15,1%-os érdekeltséget tudhatott sajátjának a szintén német MAN AG-ben, amely a Scaniához hasonlóan teherautókat és kamionokat gyárt. Később ezt a részesedést 29,9%-ra növelte. Eredetileg a Volkswagen terve volt, ezen a gépjárműpiacon összeolvassza a MAN-t, a Scaniát, és a Volkswagen haszongépjárműveit (melyek főképpen Brazíliában teljesítenek szolgálatot). Í 2017-ben 16,6%-os részesedést vásárolt az amerikai Navistar nehéz-tehergépjármű gyártó vállalatban.

## Befektetők
A Volkswagen konszern tulajdonosai 2013. december 31-i állapot szerint:
- 37,2% Porsche
- 10,6% Qatar Holding LLC, Doha
- 12,7% Alsó-Szászország állami tulajdona
- 39,5% tőzsdei részvényhányad

## Volkswagen modellek
- Volkswagen Amarok
- Volkswagen Arteon (2017-)
- Volkswagen Atlas (USA)
- Volkswagen Beetle
- Volkswagen Bora
- Volkswagen Caddy
- Volkswagen Caravelle
- Volkswagen CC
- Volkswagen Corrado
- Volkswagen Crafter
- Volkswagen Derby
- Volkswagen Eos
- Volkswagen Fox
- Volkswagen Gol (Brazil)
- Volkswagen Golf
- Volkswagen Iltis
- Volkswagen Jetta
- Volkswagen Karmann Ghia
- Volkswagen Lupo
- Volkswagen LT
- Volkswagen Nardo
- Volkswagen New Beetle
- Volkswagen Passat
- Volkswagen Phaeton
- Volkswagen Polo
- Volkswagen Routan (USA)
- Volkswagen Santana
- Volkswagen Saveiro (Brazil)
- Volkswagen Scirocco
- Volkswagen Sharan
- Volkswagen SP2
- Volkswagen Tiguan/Tiguan Allspace
- Volkswagen Touareg
- Volkswagen Touran
- Volkswagen Transporter
- Volkswagen Type 166
- Volkswagen Type 181
- Volkswagen Type 3
- Volkswagen Type 4
- Volkswagen up!
- Volkswagen Vento
- Volkswagen Westfalia